# Unione Sportiva Aosta 1951-1952
Questa voce raccoglie le informazioni riguardanti l 'Unione Sportiva Aosta nelle competizioni ufficiali della stagione 1951-1952.

## Rosa
| N. |                   | Ruolo | Calciatore     |
| -- | ----------------- | ----- | -------------- |
|    | Italia (bandiera) | P     | l. Arnaboldi   |
|    | Italia (bandiera) | A     | F. Barenghi    |
|    | Italia (bandiera) | C     | F. Blegini     |
|    | Italia (bandiera) | C     | O. Caniato     |
|    | Italia (bandiera) | D     | A. Castelli    |
|    | Italia (bandiera) | A     | S. Chiarle     |
|    | Italia (bandiera) | C     | A. Chiola      |
|    | Italia (bandiera) | D     | O. Dal Monte I |

| N. |                   | Ruolo | Calciatore                |
| -- | ----------------- | ----- | ------------------------- |
|    | Italia (bandiera) | C     | S. Danieli                |
|    | Italia (bandiera) | A     | I. Isidori                |
|    | Italia (bandiera) | D     | A. Marelli                |
|    | Italia (bandiera) | D     | Luciano Padulazzi         |
|    | Italia (bandiera) | A     | Antonino Pietta           |
|    | Italia (bandiera) | C     | C. Roberto                |
|    | Italia (bandiera) | A     | Alfredo Spadavecchia      |
|    | Italia (bandiera) | A     | Giorgio Carlo Dalmonte II |